# Mount Hanson
Mount Hanson är ett berg i Antarktis. Det ligger i Västantarktis. Inget land gör anspråk på området. Toppen på Mount Hanson är 800 meter över havet.
Terrängen runt Mount Hanson är platt västerut, men österut är den kuperad. Trakten är obefolkad. Det finns inga samhällen i närheten.